# Styrer verden
Styrer verden er efterfølgeren til Danny Kool's selvbetitlede debutalbum fra 1999. Styrer verden blev udgivet den 29. november 2000. I forhold til forgængeren havde Danny og hans musikalske og tekstlige bagmænd Q og Chief 1 bevæget sig over i en mere poppet boldgade, og på flere af albummets duetter medvirkede eksempelvis Rannva fra Creamy og pigerne fra duoen Bikini. Styrer verden blev barnestjernens sidste album og solgte cirka 40.000 eksemplarer.

## Trackliste
| #   | Titel                                                           | Længde |
| --- | --------------------------------------------------------------- | ------ |
| 1.  | "Styrer Verden!" (Kamille Kiesa fra Bikini medvirker)           | 4:16   |
| 2.  | "Engel (Du' Min...)" (Christine Buchart fra Bikini medvirker)   | 4:12   |
| 3.  | "Hey DJ, Kom Så I Gang"                                         | 4:00   |
| 4.  | "En Helt Almind'lig Knægt"                                      | 3:39   |
| 5.  | "Hvis Du Var Min" (Christa Bendell og Sheila medvirker)         | 4:17   |
| 6.  | "Panser-Groupie" (Søren Rislund medvirker)                      | 0:57   |
| 7.  | "Benzin I Blodet" (Sheila medvirker)                            | 3:30   |
| 8.  | "En Viii...Ild Pjække-Dag"                                      | 3:08   |
| 9.  | "Hvor Er Du?" (Rannva Joensen fra Creamy medvirker)             | 4:10   |
| 10. | "Mareridt På Motorvejen"                                        | 4:14   |
| 11. | "Sukkertøs"                                                     | 4:16   |
| 12. | "Hva' Så, Er Vi Færdige Nu?"                                    | 2:02   |
| 13. | "Styrer Verden! (R&B Mix)" (Kamille Kiesa fra Bikini medvirker) | 4:24   |
| 14. | "Señorita (Lovechild Remix)"                                    | 4:37   |
| 15. | "Power Party Ranger (Koldt Mix)"                                | 4:04   |
| 16. | "Danny Kool (Funky Remix)"                                      | 3:56   |
| 17. | "Señorita (Phase 5 Remix)"                                      | 3:48   |
| 18. | "Power Party Ranger (Gør Det Selv Mix)"                         | 6:58   |